# Bella (canción de Mijares)
Bella es una canción y el sencillo debut interpretada por el cantautor mexicano Manuel Mijares, incluida en su álbum debut de estudio Soñador (1986). El tema fue escrito por Gian P. Felisatti junto con J.R. Florez y publicada bajo el sello discográfico EMI Capitol Music en el año 1986. Años más tarde en 2016 relanzó en versión sinfónica como parte de su álbum en vivo  Sinfónico Desde El Palacio De Bellas Artes con motivo de sus 30 años de trayectoria musical.

## Antecedentes
La canción se convirtió en su primer éxito número uno tanto en México como en América Latina y del álbum así por primera vez.
Ha estado en varios discos de grandes éxitos y versiones de sus canciones más recopilatorios y otros álbumes en vivo de la propia cantante.

## Lista de canciones

### CD - Promo[7]
| Bella — Single |           |          |  |
| N.º            | Título    | Duración |  |
| 1.             | «Bella»   | 3:28     |  |
| 2.             | «Siempre» | 3:44     |  |

## Posiciones en las listas
| Listas                                    | Posición |
| ----------------------------------------- | -------- |
| Estados Unidos Billboard Hot Latin Tracks | 89       |